# Richarno Colin
Richarno Colin (17 luglio 1987) è un pugile mauriziano.
Ha rappresentato Mauritius a tre edizioni dei Giochi olimpici estivi: Pechino 2008, Londra 2012 e Tokyo 2020. A quest'ultima rassegna è stato alfiere della sua nazione durante la cerimonia di apertura, assieme alla sollevatrice Marie Hanitra Roilya Ranaivosoa.

## Biografia
Dopo aver vinto il torneo africano di qualificazione olimpica nei pesi welter leggeri, disputato a Windhoek, Namibia, nel marzo del 2008, ha partecipato alle Olimpiadi di Pechino 2008, sempre nei pesi welter leggeri, dove ha sconfitto al primo turno il brasiliano Myke Carvalho (15-11), ed è stato poi sconfitto agli ottavi dal russo Gennady Kovalev (2-11).
Vanta un bronzo ai Giochi del Commonwealth 2010 e l'oro ai Giochi Panafricani 2011.

## Palmarès
- Giochi panafricani

Maputo 2011: oro nei pesi welter leggeri;
- Campionati africani

Casablanca 2015: bronzo nei pesi welter leggeri;
- Giochi del Commonwealth

Delhi 2010: bronzo nei pesi welter leggeri;
Birmingham 2022: argento nei pesi welter leggeri;